# 漫威電影宇宙：第四階段電視劇
漫威電影宇宙：第四階段電視劇（英語：Marvel Cinematic Universe: Phase Four Television Series）是基於漫威漫畫出版物中的角色製作的超級英雄電視劇，屬於漫威電影宇宙第四階段，由漫威影業開發製作，計劃於2021年至2022年上映。因應2019冠狀病毒病疫情，本階段的影視項目上映或播出時間以及順序幾經調整。
本階段第一部電視劇為《汪達幻視》，伊莉莎白·歐森和保羅·貝特尼分別領銜出演標題中的雙主角，於2021年1月在線上串流媒體平台Disney+首播。隨後的電視劇包括安東尼·麥凱和賽巴斯汀·斯坦領銜主演的《獵鷹與酷寒戰士》，湯姆·希德斯頓領銜主演的《洛基》第一季，傑佛瑞·懷特負責旁白配音的動畫影集《無限可能：假如…？》第一季，傑瑞米·雷納和海莉·史坦菲德領銜主演的《鷹眼》，奧斯卡·伊薩克領銜主演的《月光騎士》，伊曼·維拉尼領銜主演的《驚奇少女》，塔提阿娜·瑪斯蘭尼領銜主演的《律師女浩克》。此外，本階段還包括兩部電視特輯，分別為蓋爾·賈西亞·貝納領銜主演的《暗夜狼人》及群像特輯《星際異攻隊 聖誕特別篇》。

## 電視劇
所有影集均於Disney+首播。
| 劇集                  | 季數 | 集数 | 集数 | 上線日期       | 上線日期       | 上線日期 | 首席編劇        | 導演                                                         |
| 劇集                  | 季數 | 集数 | 集数 | 首映           | 季终           | 电视网   | 首席編劇        | 導演                                                         |
| --------------------- | ---- | ---- | ---- | -------------- | -------------- | -------- | --------------- | ------------------------------------------------------------ |
| 《汪達幻視》          | 1    | 9    | 9    | 2021年1月15日  | 2021年3月5日   | Disney+  | 潔克·薛佛       | 麥特·夏克曼                                                  |
| 《獵鷹與酷寒戰士》    | 1    | 6    | 6    | 2021年3月19日  | 2021年4月23日  | Disney+  | 麥爾坎·斯貝爾曼 | 卡莉·史考格蘭德                                              |
| 《洛基》              | 1    | 6    | 6    | 2021年6月9日   | 2021年7月14日  | Disney+  | 麥可·沃爾德倫   | 凱特·赫倫                                                    |
| 《無限可能：假如…？》 | 1    | 9    | 9    | 2021年8月11日  | 2021年10月6日  | Disney+  | A·C·布拉德利    | 布萊恩·安德魯斯                                              |
| 《鷹眼》              | 1    | 6    | 6    | 2021年11月24日 | 2021年12月22日 | Disney+  | 喬納森·伊格拉   | 瑞斯·湯瑪斯 伯特＆伯蒂                                       |
| 《月光騎士》          | 1    | 6    | 6    | 2022年3月30日  | 2022年5月4日   | Disney+  | 傑瑞米·史列特   | 穆罕默德·迪亞布 賈斯汀·班森＆亞倫·穆赫德                     |
| 《驚奇少女》          | 1    | 6    | 6    | 2022年6月8日   | 2022年7月13日  | Disney+  | 碧莎·K·阿里     | 阿迪爾·艾爾·阿比＆畢拉爾·法拉 莎敏·奧巴伊德-奇諾伊 蜜拉·梅農 |
| 《律師女浩克》        | 1    | 9    | 9    | 2022年8月18日  | 2022年10月13日 | Disney+  | 高揚            | 凱特·寇伊若 阿努·瓦利亞                                      |

### 《汪達幻視》（2021年）

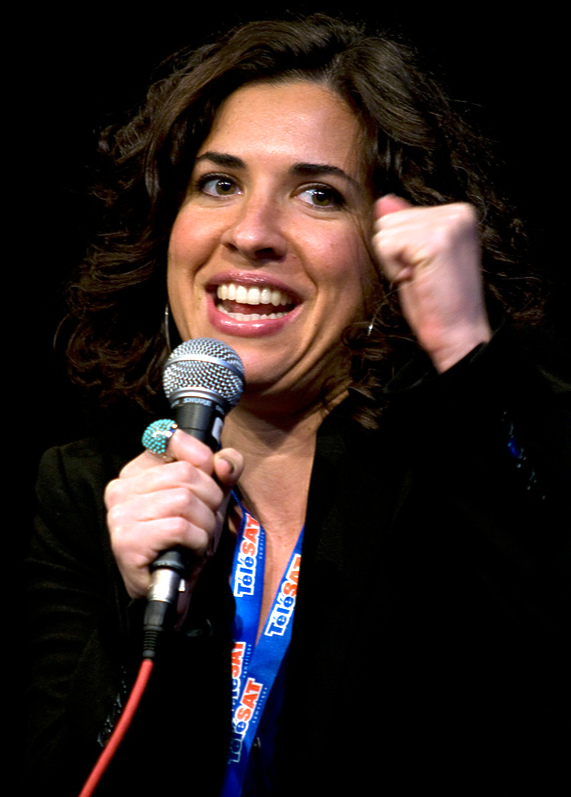
《黑寡婦》編劇和《汪達幻視》首席編劇潔克·薛佛

汪達·馬克希莫夫和幻視過著理想閒適的鄉村生活，他們開始懷疑事情並非如同看上去那樣。
2018年9月，有報道稱伊莉莎白·歐森將有望出演以「緋紅女巫」汪達·馬克希莫夫為主角的限定影集。10月底，飾演幻視的保羅·貝特尼有望出演該影集，並且有大量戲份，著重於他與汪達之間的感情關係。2019年1月，潔克·薛佛被選定為影集的首播集編劇，並擔任首席編劇。2019年4月，影集公佈正式片名為《汪達幻視》，伊莉莎白·歐森和保羅·貝特尼確認領銜主演。影集將探索汪達如何成為緋紅女巫。主體拍攝於2019年11月開機。麥特·夏克曼執導全部集數。2020年3月，劇組舉辦了殺青派對。同月，受2019冠狀病毒病疫情影響，劇組暫停製作工作。劇組於7月在洛杉磯重啟補拍作業，11月初殺青。《汪達幻視》於2021年1月15日首播，共9集，於2021年5日完結。
影集故事發生於《復仇者聯盟4：終局之戰》事件的三週之後，劇情亦將影響2022年電影《奇異博士2：失控多重宇宙》的故事情節，伊莉莎白·歐森在該影片中繼續出演「緋紅女巫」汪達·馬克希莫夫。泰娜·帕麗斯在劇中出演成年後的莫妮卡·藍博，少女時期的該角色在2019年電影《驚奇隊長》中由阿麗卡·阿卡巴（Akira Akbar）出演。凱特·丹寧絲和藍道爾·朴確認分別回歸飾演2011年電影《雷神索爾》和2013年電影《雷神索爾2：黑暗世界》中的角色黛絲·露伊絲以及2018年電影《蟻人與黃蜂女》中的角色吳吉米。此前在二十世紀影業的X戰警電影系列中出演彼得·馬克希莫夫的伊凡·彼得斯在影集中飾演拉爾夫·博納，該角色在情景喜劇中出演汪達的雙胞胎哥哥皮特洛·馬克希莫夫。漫威電影宇宙中真正的皮特洛·馬克希莫夫此前由亞倫·強森飾演，他在2015年電影《復仇者聯盟2：奧創紀元》中死亡。影集中引入的天劍局組織是漫威電影宇宙在迪士尼收購21世紀福斯後首次使用此前由21世紀福斯所持有影視改編權的漫畫元素。此外，影集中還提及《黑暗神書》，該元素此前以不同形式出現於影集《神盾局特工》和《離家童盟》之中。

### 《獵鷹與酷寒戰士》（2021年）

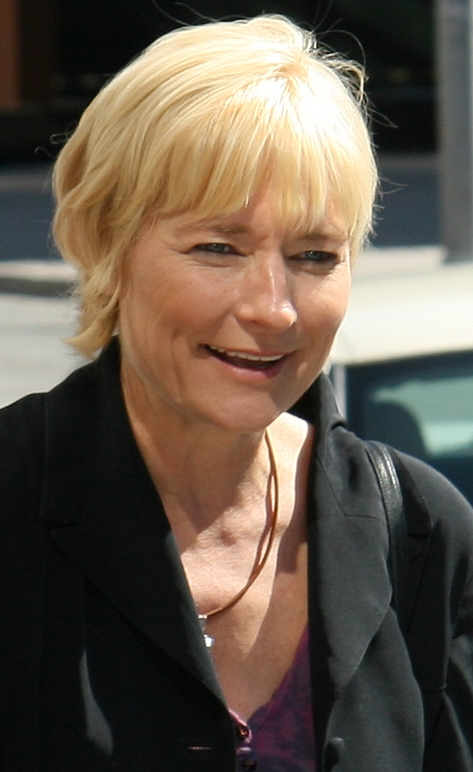
《獵鷹與酷寒戰士》導演卡莉·史考格蘭德

「獵鷹」山姆·威爾遜聯合「酷寒戰士」巴奇·巴恩斯展開全球冒險，合力對付無政府主義組織旗幟粉碎者。
2018年10月底，麥爾坎·斯貝爾曼被聘為首席編劇為以獵鷹（安東尼·麥凱飾演）和酷寒戰士（賽巴斯汀·斯坦飾演）為主角的限定影集撰寫劇本。2019年4月，影集公佈正式片名為《獵鷹與酷寒戰士》，安東尼·麥凱和賽巴斯汀·斯坦確認領銜主演。影集於2019年10月在亞特蘭大開機拍攝，卡莉·史考格蘭德執導全部集數。受2019冠狀病毒病疫情影響，製作組於3月暫停拍攝，8月恢復拍攝作業，10月底殺青。《獵鷹與酷寒戰士》原計劃於2020年8月首播，因製作延期，首播日期推遲至2021年3月19日，共6集，於2021年4月23日完結。續作電影《美國隊長4：新世界秩序》正在開發階段。
影集故事發生於《復仇者聯盟4：終局之戰》事件的六個月之後。喬治·聖皮耶、唐·奇鐸、丹尼爾·布爾、艾蜜莉·芬凱普和佛羅倫絲·卡孫巴回歸參演影集，分別繼續出演電影中的角色喬治·巴作克、詹姆斯·「羅德」·羅德斯、赫爾穆特·齊莫、雪倫·卡特和艾尤。茱莉·路易絲-卓佛在影集中飾演瓦倫緹娜·艾蕾格拉·德芳亭，該角色原計劃在2021年電影《黑寡婦》中首次出現於漫威電影宇宙，因應2019冠狀病毒病疫情，《黑寡婦》推遲上映時間，該角色因此首次出現於第五集〈真相〉之中。

### 《洛基》第一季（2021年）
在2019年電影《復仇者聯盟4：終局之戰》中，洛基偷走裝有空間寶石的宇宙魔方。此後，洛基被時間變異管理局抓捕，與組織內的時間守護者共同修復他利用空間寶石穿越時空所改變的人類歷史。
2018年9月，有報道稱湯姆·希德斯頓將有望出演以洛基為主角的限定影集。11月，迪士尼總裁羅伯特·艾格確認該影集正在開發中，湯姆·希德斯頓確認回歸出演洛基。2019年2月，麥可·沃爾德倫被選定為首席編劇。影集於2020年1月開機拍攝，凱特·赫倫執導第一季全部集數。受2019冠狀病毒病疫情影響，製作組於3月暫停拍攝，8月恢復拍攝作業。《洛基》第一季於2021年6月9日開播，共6集，於2021年7月14日完結。第二季正在開發階段，計劃於2023年開播。
《洛基》將與2023年電影《蟻人3》產生劇情聯動。傑米·亞歷山大回歸客串出演希芙。

### 《無限可能：假如…？》（2021年至今）
影集講述如果系列電影中的關鍵時刻出現不同於影片中情況時會發生什麼。多重宇宙守護隊組建之後，觀察者繼續在漫威電影宇宙的多重宇宙中遭遇新的英雄和世界。
2019年3月，報道稱漫威影業基於漫畫《假如》開發動畫影集，講述如果系列電影中的關鍵時刻出現不同於影片中情況時會發生什麼，例如洛基能夠舉起索爾的錘子。傑佛瑞·懷特為「觀察者」奧圖配音，該角色負責動畫的旁白。漫威影業動畫製作組於2019年8月開啟配音工作。A·C·布拉德利擔當首席編劇，布萊恩·安德魯斯執導動畫。受2019冠狀病毒病疫情影響，製作組於2020年4月起開始遠隔工作。第一季於2021年8月11日首播，共9集，於2021年10月6日完結。
2019年12月，漫威開始製作第二季，共9集。A·C·布拉德利回歸擔當首席編劇，布萊恩·安德魯斯回歸擔當導演。第二季計劃於2023年首播。

### 《鷹眼》（2021年）
在經歷過「彈指事件」的紐約市，為了於聖誕節前和家人團聚，克林特·巴頓聯手凱特·畢夏普對付他作為義警浪人期間的宿敵。
2019年4月，報道稱漫威影業正著手開發以傑瑞米·雷納所飾演的「鷹眼」克林頓·巴頓為主角的影集，劇情將涉及凱特·畢夏普。2019年7月20日，漫威影業總裁凱文·費吉在聖地牙哥國際漫畫展上宣佈正式確定製作本影集，探索克林頓·巴頓在2019年電影《復仇者聯盟4：終局之戰》中成為義警浪人期間發生的故事。喬納森·伊格拉擔當首席編劇。9月，《綜藝》雜誌報道稱漫威有意選擇海莉·史坦菲德出演凱特·畢夏普。2020年7月，報道稱兩組導演伯特＆伯蒂和瑞斯·湯瑪斯將分別執導影集的其中一個製作區塊。2020年12月，海莉·史坦菲德正式確定參演影集。影集的主體拍攝於2020年11月在佐治亞州亞特蘭大的三石製片廠開機，2021年4月殺青。《鷹眼》於2021年11月24日首播，共6集，於2021年12月22日完結。以「迴聲」瑪雅·洛佩茲為主角的衍生影集《迴聲》正在開發階段。
影集故事發生於《復仇者聯盟4：終局之戰》事件的一年之後，即2024年的聖誕節期間，共歷時約一週。佛蘿倫絲·普伊繼續出演她在2021年電影《黑寡婦》中的角色「黑寡婦」葉蓮娜·貝洛娃。琳達·卡德里尼、班·坂本（Ben Sakamoto）、艾娃·羅素（Ava Russo）和凱德·伍德沃德（Cade Woodward）回歸分別出演克林頓·巴頓的妻子蘿拉（Laura）、長子庫柏（Cooper）、女兒萊拉（Lila）以及幼子奈森尼爾（Nathaniel）。文森·唐諾佛利歐回歸出演「金霸王」威爾遜·菲斯克，他此前在漫威電視開發製作的Netflix系列電視劇《夜魔俠》中出演該角色。

### 《月光騎士》（2022年）

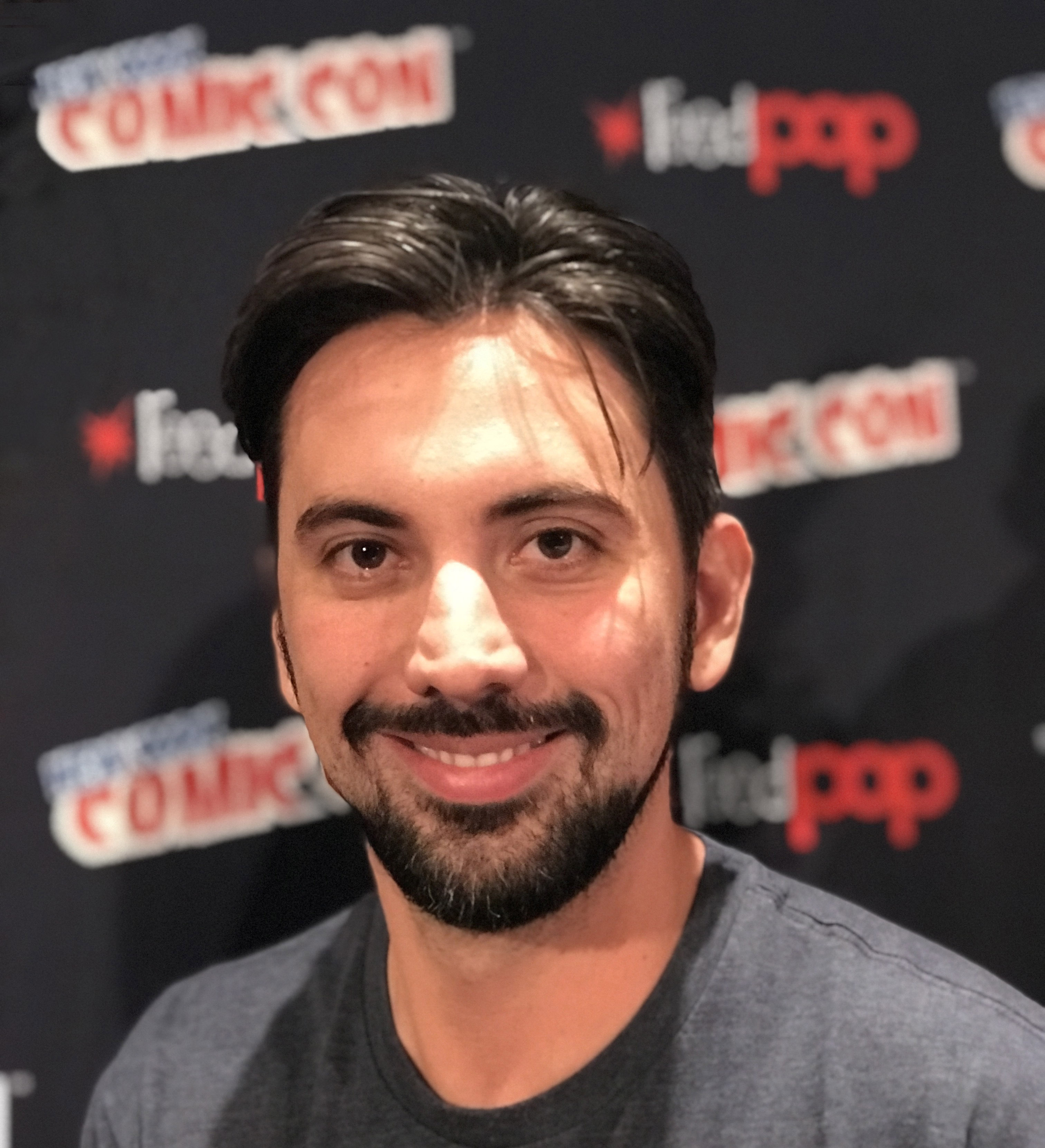
《月光騎士》首席編劇傑瑞米·史列特

馬克·史貝特具有解離性身分疾患，擁有性格迥異多重人格的他陷入埃及諸神的致命之戰。
2019年8月，在迪士尼D23博覽會上，漫威影業宣佈將開發以「月光騎士」馬克·史貝特為主角的電視劇。2019年11月，傑瑞米·史列特被漫威聘為首席編劇。2020年11月，奧斯卡·伊薩克與漫威影業進入商談階段。2021年1月，伊薩克正式確定領銜出演「月光騎士」馬克‧史貝特。影集於2021年4月在匈牙利布達佩斯開機拍攝，穆罕默德·迪亞布、賈斯汀·班森和亞倫·穆赫德執導影集。2021年10月初，製作組完成在布達佩斯和約旦的拍攝作業，轉至亞特蘭大完成後續製作。主體拍攝於2021年10月中旬殺青。《月光騎士》於2022年3月30日首播，共6集，於2022年5月4日完結。
影集故事發生於《鷹眼》之後，即2025年早期。

### 《驚奇少女》（2022年）
2019年8月，在迪士尼D23博覽會上，漫威影業宣佈將開發以「驚奇少女」卡瑪拉·克汗為主角的電視劇，碧莎·K·阿里擔當首席編劇。由於驚奇少女這一角色受到大量漫畫讀者的青睞，早在2016年9月，漫威創意顧問喬·克薩達表示有意將「驚奇少女」卡瑪拉·克汗引入「其他媒體」。2018年5月，漫威影業總裁凱文·費吉表示將在《驚奇隊長》之後的影片中引入驚奇少女。2019年2月，「驚奇隊長」卡蘿·丹佛斯飾演者布麗·拉森亦曾有此表示。2020年9月，漫威宣佈阿迪爾·艾爾·阿比＆畢拉爾·法拉、莎敏·奧巴伊德-奇諾伊以及蜜拉·梅農擔當導演，伊曼·維拉尼領銜出演標題角色「驚奇少女」卡瑪拉·克汗。影集的主體拍攝於2020年11月中旬在喬治亞州亞特蘭大的三石製片廠開機，製作組還在新澤西州取景拍攝，2021年5月在泰國殺青。《驚奇少女》於2022年6月8日开播，共6集。
《驚奇少女》將與2022年電影《驚奇隊長2》產生劇情聯動，伊曼·維拉尼亦將參演影片。損害控制局繼《蜘蛛人：無家日》後再次出現，阿里安·莫耶德回歸飾演克利探員；布麗·拉森則回歸客串飾演「驚奇隊長」卡蘿·丹佛斯。

### 《律師女浩克》（2022年）
「浩克」布魯斯·班納的表妹珍妮佛·華特斯在接受布魯斯的輸血之後，獲得超級力量，成為女浩克。
2019年8月，在迪士尼D23博覽會上，漫威影業宣佈將開發以「女浩克」珍妮佛·華特斯為主角的電視劇。2019年11月，高揚被漫威聘為首席編劇。凱特·寇伊若和阿努·瓦利亞擔當導演，塔提阿娜·瑪斯蘭尼領銜出演標題角色。主體拍攝於2021年4月開機，同年8月中殺青。標題於2022年5月公佈。《律師女浩克》於2022年8月18日播出，共9集。
馬克·魯法洛和黃凱旋分別回歸出演漫威電影宇宙角色「浩克」布魯斯·班納和王，提姆·羅斯和查理·考克斯分別回歸出演2008年電影《無敵浩克》中的角色「惡煞」伊密·布朗斯基和《街頭英雄系列》與2021年電影《蜘蛛人：無家日》中的角色「夜魔俠」馬修·梅鐸。

## 家庭媒體
2021年6月，報道稱迪士尼當前沒有計劃製作或發行Disney+電視劇的實體影碟。

## 迴響

### 評價
| 影集                  | 季數 | 季數 | 爛番茄           | Metacritic     |
| --------------------- | ---- | ---- | ---------------- | -------------- |
| 《汪達幻視》          |      | 1    | 91%（181篇評論） | 77（40篇評論） |
| 《獵鷹與酷寒戰士》    |      | 1    | 90%（27篇評論）  | 75（29篇評論） |
| 《洛基》              |      | 1    | 92%（116篇評論） | 74（28篇評論） |
| 《無限可能：假如…？》 |      | 1    | 89%（123篇評論） | 69（16篇評論） |
| 《無限可能：假如…？》 |      | 2    | 90%（29篇評論）  | 79（7篇評論）  |
| 《無限可能：假如…？》 |      | 3    | 80%（15篇評論）  | 不適用         |
| 《鷹眼》              |      | 1    | 92%（176篇評論） | 66（27篇評論） |
| 《月光騎士》          |      | 1    | 86%（236篇評論） | 69（27篇評論） |